# Dobunnodon
Dobunnodon is een geslacht van uitgestorven docodonten uit de Forest Marbleformatie uit het Midden-Jura (Bathonien) van Engeland, voor het eerst ontdekt in Oxfordshire nabij het dorp Kirtlington. De enige soort Dobunnodon mussettae werd oorspronkelijk in 2003 benoemd als een soort van Borealestes.

## Geschiedenis
In 2003 werd Borealestes mussettae (oorspronkelijk Borealestes mussetti) benoemd door Denise Sigogneau-Russell op basis van geïsoleerde kiezen, gevonden in de oude Kirtlington Mammal bedden uit het Bathonien van Oxfordshire. Het verschilt van Borealestes serendipitus in de details van knobbels en ribbels op de molaren. De soortaanduiding mussetti was ter ere van dr. Frances Mussett, als erkenning voor haar grote deelname aan de opgraving van fossielen in de Kirtlington Cement Quarry. Mussetti is echter de mannelijke vorm en daarom is dit door latere auteurs gewijzigd in mussettae, te beginnen met Alexander Averianov in 2004. 
Het werd in 2021 verplaatst naar het nieuwe geslacht Dobunnodon. De geslachtsnaam verbindt een verwijzing naar de Keltische stam der Dobunni met het Grieks odoon, 'tand'.
Het holotype is NHMUK PV M46495, een onderste rechterkies.

## Kenmerken
Dobunnodon is momenteel alleen bekend van losse kiezen. Docodonten zijn kleine zoogdieren (formaat spitsmuis tot rat). 

## Fylogenie
Dobunnodon wordt beschouwd als een basaal lid van de Docodonta.